# مطيافية الأشعة تحت الحمراء باستخدام تحويل فورييه
تحويل فورييه للطيف بالأشعة تحت الحمراء (FTIR) هو تقنية تستخدم للحصول على طيف بالأشعة تحت الحمراء لامتصاص أو انبعاث مادة صلبة أو سائلة أو غازية. يقوم مطياف فورييه في نفس الوقت بجمع البيانات عالية الدقة الطيفية على مدى طيفي واسع. هذا يوفر ميزة كبيرة على مقياس تشتت الطيف، والذي يقيس الشدة على مدى ضيق من أطوال الموجات في وقت واحد.
ينشأ مصطلح التحليل الطيفي للأشعة تحت الحمراء من حقيقة أن تحويل فورييه (عملية رياضية) مطلوب لتحويل البيانات الأولية إلى الطيف الفعلي. لاستخدامات أخرى لهذا النوع من التقنية.«»

## شرح النظرية

تداخل FTIR. تقع الذروة المركزية في موضع ZPD («فرق مسار صفر» أو صفر تأخر)، حيث تمر كمية الضوء القصوى عبر مقياس التداخل إلى المكشاف.

الهدف من أي مطياف امتصاص (FTIR)، مطياف الأشعة فوق البنفسجية «UV-Vis»، وما إلى ذلك) هو قياس مدى امتصاص العينة للضوء عند كل طول موجي. إن الطريقة الأكثر وضوحًا للقيام بذلك، تقنية «التحليل الطيفي التشتت»، هي تسليط شعاع ضوء أحادي اللون على عينة، وقياس مقدار امتصاص الضوء، وتكرار كل طول موجة مختلف. (على سبيل المثال هذه هي الطريقة التي تعمل بها بعض مطياف الأشعة فوق البنفسجية)
يعد التحليل الطيفي فوريير وسيلة أقل سهولة للحصول على نفس المعلومات. بدلاً من تسليط شعاع من الضوء أحادي اللون (شعاع يتكون من طول موجي واحد فقط) في العينة، تسطع هذه التقنية شعاعًا يحتوي على العديد من ترددات الضوء في وقت واحد ويقيس مقدار الامتصاص الذي تمتصه تلك الحزمة من العينة. بعد ذلك، يتم تعديل الحزمة بحيث تحتوي على مجموعة مختلفة من الترددات، مما يعطي نقطة بيانات ثانية. تتكرر هذه العملية عدة مرات. بعد ذلك، يأخذ الحاسوب كل هذه البيانات ويعمل إلى الوراء لاستنتاج ما هو الامتصاص في كل طول موجة.
يتم إنشاء الحزمة الموصوفة أعلاه من خلال البدء بمصدر ضوئي واسع النطاق - واحد يحتوي على الطيف الكامل للأطوال الموجية الواجب قياسها. يضيء المصباح في مقياس ميكلسون للتداخل، وهو تكوين معين من المرايا، يتم تحريك أحدها بواسطة محرك. أثناء تحرك هذه المرآة، يتم حظر كل طول موجي للضوء في الحزمة بشكل دوري أو إرساله أو حظره أو إرساله بواسطة مقياس التداخل بسبب تداخل الموجة. يتم تشكيل أطوال موجية مختلفة بمعدلات مختلفة، بحيث يكون للحزمة الخارجة من مقياس التداخل في كل لحظة طيف مختلف.
كما ذكرنا سابقًا، يلزم معالجة الحاسوب لتحويل البيانات (امتصاص الضوء لكل وضع مرآة) إلى النتيجة المرجوة (امتصاص الضوء لكل طول موجي). تبين أن المعالجة المطلوبة عبارة عن خوارزمية شائعة تسمى تحويل فورييه (ومن هنا جاءت تسميته «التحليل الطيفي لتحويل فورييه»). تسمى البيانات الأولية أحيانًا «التداخل».

## الخلفية التطويرية للجهاز
أول مقياس طيفي منخفض التكلفة قادر على تسجيل طيف بالأشعة تحت الحمراء كان بيركن إلمر أنتج في عام 1957. غطت هذه الأداة مجموعة الطول الموجي من 2.5 ميكرون إلى 15 ميكرون (نطاق ويفين 4000 سم −1 إلى 660 سم −1). تم اختيار الحد الأدنى للطول الموجي ليشمل أعلى تردد اهتزاز معروف بسبب الاهتزاز الجزيئي الأساسي. تم فرض الحد الأعلى من خلال حقيقة أن عنصر التشتت كان منشورًا مصنوعًا من بلورة واحدة من الملح الصخري (كلوريد الصوديوم)، والتي تصبح غير شفافة عند أطوال موجية أطول من حوالي 15 ميكرون؛ أصبحت هذه المنطقة الطيفية المعروفة باسم منطقة الملح الصخري. في وقت لاحق استخدمت الأدوات المنشورات بروميد البوتاسيوم لتمديد المدى إلى 25 ميكرون (400 سم −1) ويوديد السيزيوم 50 ميكرون (200 سم −1). المنطقة وراء 50 ميكرون (200 سم −1) أصبحت تعرف باسم المنطقة البعيدة بالأشعة تحت الحمراء؛ في أطوال موجية طويلة جدا يتم دمجها في منطقة الميكروويف. احتاجت القياسات في الأشعة تحت الحمراء البعيدة إلى تطوير حواجز شبكية للحيود محكومة بدقة لتحل محل المنشورات كعناصر مشتتة، حيث إن بلورات الملح غير شفافة في هذه المنطقة. كانت هناك حاجة للكشف عن أكثر حساسية من البولومتر بسبب انخفاض الطاقة من الإشعاع. كان أحدها كاشف قولي. هناك مشكلة إضافية تتمثل في الحاجة إلى استبعاد بخار الماء في الغلاف الجوي لأن بخار الماء يحتوي على طيف دوران نقي شديد في هذه المنطقة. كانت طيف الأشعة تحت الحمراء البعيدة مرهقة وبطيئة ومكلفة. كانت مزايا مقياس ميكلسون داخل معروفة، ولكن يجب التغلب على صعوبات تقنية كبيرة قبل بناء أداة تجارية. كما كانت هناك حاجة إلى جهاز حاسوب إلكتروني لإجراء تحويل فورييه المطلوب، وأصبح هذا عمليًا فقط مع ظهور أجهزة الحاسوب المصغرة، مثل PDP-8، التي أصبحت متوفرة في عام 1965. كانت شركة ديجي لاب رائدة في أول مطياف تجاري في العالم (موديل FTS-14) في عام 1969  (أصبحت الآن جزءًا من خط المنتجات الجزيئية لتقنيات اجيلانت بعد أن حصلت على أعمال التحليل الطيفي من فيرين).

## تداخل ميكلسون
في مقياس ميكلسون تداخل، الضوء من مصدر الأشعة تحت الحمراء متعدد الألوان، أي ما يقرب من مشع الجسم الأسود، يتم موازنته وتوجيهه إلى مقسم الأشعة. من الناحية المثالية ينكسر 50٪ من الضوء باتجاه المرآة الثابتة ويتم نقل 50٪ نحو المرآة المتحركة. ينعكس الضوء من المرآتين إلى حاجز الحزمة وينتقل جزء من الضوء الأصلي إلى حجرة العينة. هناك، يركز الضوء على العينة. عند مغادرة حجرة العينة، يتم إعادة تركيز الضوء على الكاشف. يُعرف الاختلاف في طول المسار البصري بين ذراعي مقياس التداخل باسم فرق التأخر أو المسار البصري (OPD). يتم الحصول على التداخل عن طريق تغيير التخلف وتسجيل الإشارة من الكاشف لقيم مختلفة للتخلف. يعتمد شكل التداخل في حالة عدم وجود عينة على عوامل مثل تباين شدة المصدر وكفاءة الفاصل مع طول الموجة. ينتج عن هذا أقصى تخلف عند الصفر، عندما يكون هناك تداخل بناء في جميع الأطوال الموجية. يتم تحديد موضع التخلف الصفري بدقة من خلال إيجاد نقطة أقصى شدة في التداخل. عند وجود عينة، يتم تعديل التداخل في الخلفية عن طريق وجود نطاقات امتصاص في العينة.
يستخدم الطيف التجاري مقاييس التداخل الخاصة بـ ميكلسون مع مجموعة متنوعة من آليات المسح لتوليد اختلاف المسار. من الأمور الشائعة في كل هذه الترتيبات الحاجة إلى التأكد من أن الشعاعين يعيدان تجميعهما تمامًا كما يتم فحص النظام. تحتوي أبسط الأنظمة على مرآة مستوية تتحرك خطيًا لتغيير مسار شعاع واحد. في هذا الترتيب، يجب ألا تميل المرآة المتحركة أو تتمايل، لأن هذا سيؤثر على كيفية تداخل الحزم أثناء إعادة توحيدها. تتضمن بعض الأنظمة آلية تعويض تقوم تلقائيًا بضبط اتجاه مرآة واحدة للحفاظ على المحاذاة. تتضمن الترتيبات التي تتجنب هذه المشكلة استخدام عاكسات زاوية المكعب بدلاً من مرايا مستوية لأن هذه لها خاصية إرجاع أي حزمة عرضية في اتجاه موازٍ بغض النظر عن الاتجاه.

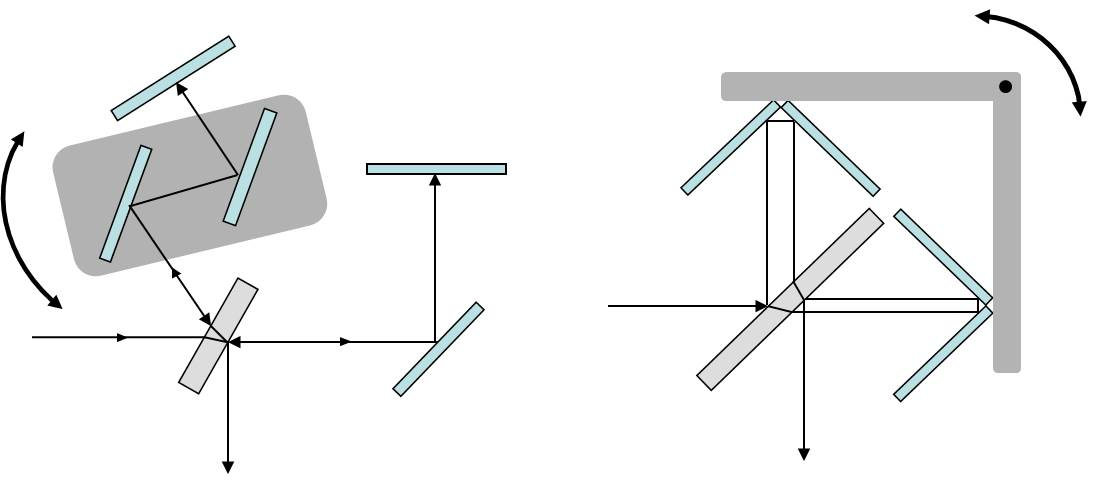
مخططات التداخل حيث يتم إنشاء فرق المسار بواسطة حركة دوارة.

أثبتت الأنظمة التي يتولد فيها اختلاف المسار عن طريق حركة دوارة نجاحًا كبيرًا. يضم نظام واحد مشترك زوجًا من المرايا المتوازية في حزمة واحدة يمكن تدويرها لتغيير المسار دون تغيير الحزمة الخلفية. الآخر هو تصميم البندول المزدوج حيث يزداد المسار في أحد ذراع التداخل كلما انخفض المسار في الطرف الآخر.
تتضمن الطريقة المختلفة تمامًا تحريك إسفين لمادة IR الشفافة مثل بروميد البوتاسيوم إلى أحد الحزم. زيادة سمك بروميد البوتاسيوم في الشعاع يزيد من المسار البصري لأن مؤشر الانكسار أعلى من الهواء. أحد قيود هذا النهج هو أن تباين معامل الانكسار على مدى طول الموجة يحد من دقة معايرة الطول الموجي.

## قياس ومعالجة التداخل
يجب قياس التداخل من اختلاف مسار الصفر إلى أقصى طول يعتمد على الدقة المطلوبة. في الممارسة العملية، يمكن أن يكون المسح على جانبي الصفر، مما ينتج عنه تداخل على الوجهين. قد تعني حدود التصميم الميكانيكي أنه بالنسبة لأعلى دقة ممكنة، يتم إجراء المسح إلى أقصى حدود OPD على جانب واحد من الصفر فقط.
يتم تحويل التداخل إلى طيف بواسطة تحويل فورييه. يتطلب ذلك تخزينها في شكل رقمي كسلسلة من القيم على فترات زمنية متساوية لفرق المسار بين الحزمتين. لقياس فارق المسار، يتم إرسال حزمة الليزر من خلال مقياس التداخل، مما يولد إشارة جيبية حيث يكون الفصل بين الحد الأقصى المتعاقب مساويًا لطول الموجة. يمكن أن يؤدي ذلك إلى تشغيل محول رقمي تمثيلي لقياس إشارة الأشعة تحت الحمراء في كل مرة تمر فيها إشارة الليزر إلى الصفر. بدلاً من ذلك، يمكن قياس إشارات الليزر والأشعة تحت الحمراء بشكل متزامن على فترات أصغر مع إشارة الأشعة تحت الحمراء عند نقاط تقابل تقاطع الصفر لإشارة الليزر والتي يتم تحديدها بواسطة الاستيفاء. يسمح هذا الأسلوب باستخدام محولات تمثيلية إلى رقمية أكثر دقة ودقة من المحولات التي يمكن تشغيلها، مما يؤدي إلى انخفاض مستوى الضجيج.

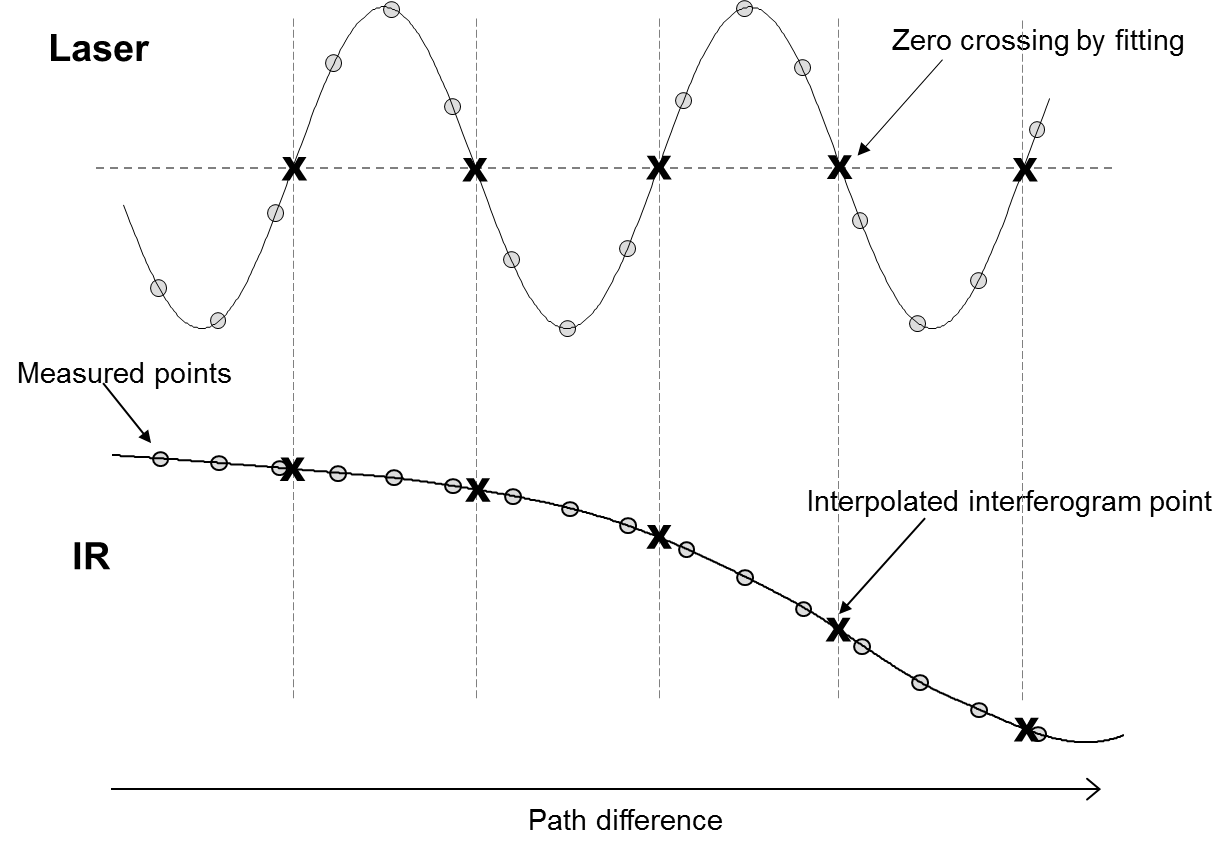
يتم العثور على قيم التداخل في أوقات تقابل الصفر تقاطع إشارة الليزر عن طريق الاستيفاء.

نتيجة تحويل فورييه هو طيف الإشارة في سلسلة من الأطوال الموجية المنفصلة. نطاق الأطوال الموجية التي يمكن استخدامها في الحساب محدود بفصل نقاط البيانات في التداخل. أقصر طول موجي يمكن التعرف عليه هو ضعف الفاصل بين نقاط البيانات هذه. (على سبيل المثال، بنقطة واحدة لكل طول موجي من ليزر هيليوم نيون مرجعي عند 0.633 مايكرومتر) سيكون أقصر طول موجة هو 1.266 مايكرومتر). بسبب التعرّف على أي طاقة بأطوال موجية أقصر فسوف يتم تفسيرها على أنها قادمة من أطوال موجية أطول وبالتالي يجب تقليلها ضوئيًا أو إلكترونيًا. يتم تحديد الدقة الطيفية، أي الفصل بين الأطوال الموجية التي يمكن تمييزها، من خلال الحد الأقصى للقيمة OPD. الأطوال الموجية المستخدمة في حساب تحويل فورييه هي أن العدد الدقيق من الأطوال الموجية تنسجم مع طول التداخل من الصفر إلى الحد الأقصى للـ OPD لأن هذا يجعل مساهماتهم متعامدة. ينتج عن ذلك طيف له نقاط مفصولة بفواصل تردد متساوية.
الفصل هو معكوس الحد الأقصى للعكس. على سبيل المثال، أقصى OPD من 2 سم يؤدي إلى فصل 0.5. هذا هو الدقة الطيفية بمعنى أن القيمة عند نقطة واحدة مستقلة عن القيم عند النقاط المجاورة. يمكن تشغيل معظم الأدوات بدقة مختلفة باختيار OPD's المختلفة. أدوات تحليل الروتينية عادة ما يكون أفضل دقة حوالي 0.5، في حين تم بناء الطيف مع دقة تصل إلى 0.001، الموافق حد أقصى يبلغ 10م. يجب تحديد النقطة في التداخل بين الفارق المقابل لمسار الصفر، بشكل شائع بافتراض أن الحد الأقصى للإشارة يحدث. الانفجار المركزي ليس دائمًا متماثلًا في مطياف العالم الحقيقي، لذلك قد يلزم حساب تصحيح الطور. تتحلل إشارة التداخل مع زيادة فرق المسير، ويرتبط معدل الانحطاط عكسًا بعرض الخصائص في الطيف. إذا لم يكن حجم OPD كبيرًا بما يكفي للسماح لإشارة التداخل بالتحلل إلى مستوى ضئيل، فستكون هناك تذبذبات أو جوانب جانبية غير مرغوب فيها مرتبطة بالميزات في الطيف الناتج. لتقليل هذه الجوانب الجانبية، يتم ضرب التداخل عادةً بوظيفة تقترب من الصفر عند أقصى OPD. هذا apodization ما يسمى يقلل من سعة أي جانب جانبي وكذلك مستوى الضوضاء على حساب بعض التخفيض في القرار.
تحويل سريع، فإن عدد النقاط في التداخل يجب أن تساوي قوة نقطتين. يمكن إضافة سلسلة من الأصفار إلى التداخل المقاس لتحقيق ذلك. يمكن إضافة المزيد من الأصفار في عملية تسمى الحشو الصفري لتحسين مظهر الطيف النهائي على الرغم من عدم وجود تحسن في الدقة. بدلا من ذلك الاستيفاء بعد تحويل فورييه يعطي نتيجة مماثلة.

## مزايا
هناك ثلاث مزايا رئيسية لمقياس الطيف FT مقارنةً بطيف المسح (التشتت).
1. ميزة تعدد الإرسال. هذا ينبع من حقيقة أن المعلومات من جميع الأطوال الموجية يتم جمعها في وقت واحد. وينتج عنه ارتفاع نسبة الإشارة إلى الضوضاء في وقت مسح معين للرصدات المحددة بمساهمة صفاء الكاشف الثابتة (عادة في المنطقة الطيفية بالأشعة تحت الحمراء الحرارية حيث يقتصر جهاز الكشف الضوئي على ضوضاء إعادة التركيب). بالنسبة إلى الطيف ذي عناصر الاستبانة سين، تساوي هذه الزيادة الجذر التربيعي لـ سين. بدلاً من ذلك، يسمح بفحص وقت أقصر لقرار معين. في الممارسة العملية غالبًا ما يتم حساب متوسط عمليات المسح المتعددة، مما يؤدي إلى زيادة نسبة الإشارة إلى الضوضاء بواسطة الجذر التربيعي لعدد عمليات الفحص.
2. الإنتاجية أو ميزة Jacquinot. ينتج هذا عن حقيقة أنه في أداة التشتيت، يكون للأحادي اللون فتحات الدخول والخروج التي تقيد كمية الضوء التي تمر عبره. يتم تحديد صبيب التداخل فقط من خلال قطر الحزمة الموازية القادمة من المصدر. على الرغم من عدم الحاجة إلى أي شقوق، فإن مطياف FTIR يحتاج إلى فتحة لتقييد تقارب الحزمة الموازية في مقياس التداخل. وذلك لأن الأشعة المتقاربة يتم تشكيلها بترددات مختلفة حيث يتفاوت اختلاف المسار. وتسمى هذه الفتحة بوقف Jacquinot.[1] للحصول على دقة وطول موجي معين، تسمح هذه الفتحة الدائرية بمزيد من الضوء من خلال فتحة، مما يؤدي إلى ارتفاع نسبة الإشارة إلى الضوضاء.
3. دقة الطول الموجي أو ميزة كون. يتم معايرة مقياس الطول الموجي بواسطة حزمة ليزر ذات طول موجي معروف يمر عبر مقياس التداخل. هذا أكثر استقرارًا ودقة مما هو عليه في الأدوات المشتتة حيث يعتمد المقياس على الحركة الميكانيكية لحواجز شبكية الحيود. في الممارسة العملية، تكون الدقة محدودة بسبب تباعد الحزمة في مقياس التداخل الذي يعتمد على الدقة.

ميزة ثانوية أخرى هي حساسية أقل للضوء الشارد، وهو إشعاع لطول موجة يظهر في طول موجة آخر في الطيف. في أدوات التشتيت، يكون هذا نتيجة عيوب في حواجز شبكية الحيود وانعكاسات عرضية. في أدوات FT لا يوجد مكافئ مباشر حيث يتم تحديد طول الموجة الظاهر بتردد التشكيل في مقياس التداخل.

### جودة الإشارة
ينتمي التداخل في بُعد الطول. يحول تحويل فورييه (FT) البعد، لذلك ينتمي FT الخاص بالتداخل إلى البعد ذي الطول المتبادل ([L − 1])، وهو بعد البعد الموجي. الاستبانة الطيفية بالطول cm1 تساوي المعاملة العكسية للتخلف الأقصى بالطول. وبالتالي 4   سيتم الحصول على قرار cm −1 إذا كان التخلف الأقصى هو 0.25   سم؛ هذا هو نموذجي من أدوات FTIR أرخص. يمكن الحصول على دقة أعلى بكثير عن طريق زيادة التخلف الأقصى. هذا ليس بالأمر السهل، حيث يجب أن تنتقل المرآة المتحركة بخط مستقيم شبه مثالي. من المفيد استخدام مرايا الزاوية المكعب بدلاً من المرايا المسطحة، حيث أن الأشعة الصادرة من مرآة المكعبات الزاوية موازية للأشعة الواردة، بغض النظر عن اتجاه المرآة حول المحاور العمودي على محور الحزمة الضوئية. في عام 1966 قام كون بقياس درجة حرارة الغلاف الجوي للزهرة من خلال تسجيل طيف الدوران الاهتزازي لـ Venusian CO 2 عند 0.1   سم −1 القرار. حاول ميتشيلسون نفسه حل نطاق انبعاث الهيدروجين H α في طيف ذرة الهيدروجين إلى عنصريها باستخدام مقياس التداخل الخاص به. p25 مطياف مع 0.001   سم −1 القرار متاح الآن تجاريا. تعد ميزة الإنتاجية مهمة بالنسبة إلى تقنية FTIR عالية الدقة، حيث إن وحدة المعالجة أحادية اللون في أداة تشتت بنفس الدقة لها فتحات دخول وخروج ضيقة جدًا.

## المحفزات
FTIR هي وسيلة لقياس امتصاص الأشعة تحت الحمراء وأطياف الانبعاث. لمناقشة سبب قياس الأشخاص لامتصاص الأشعة تحت الحمراء وأطياف الانبعاث، أي لماذا وكيف تمتص المواد الأشعة تحت الحمراء وتنبعث منها، راجع المقالة: التحليل الطيفي بالأشعة تحت الحمراء.

### فاصل الاشعة

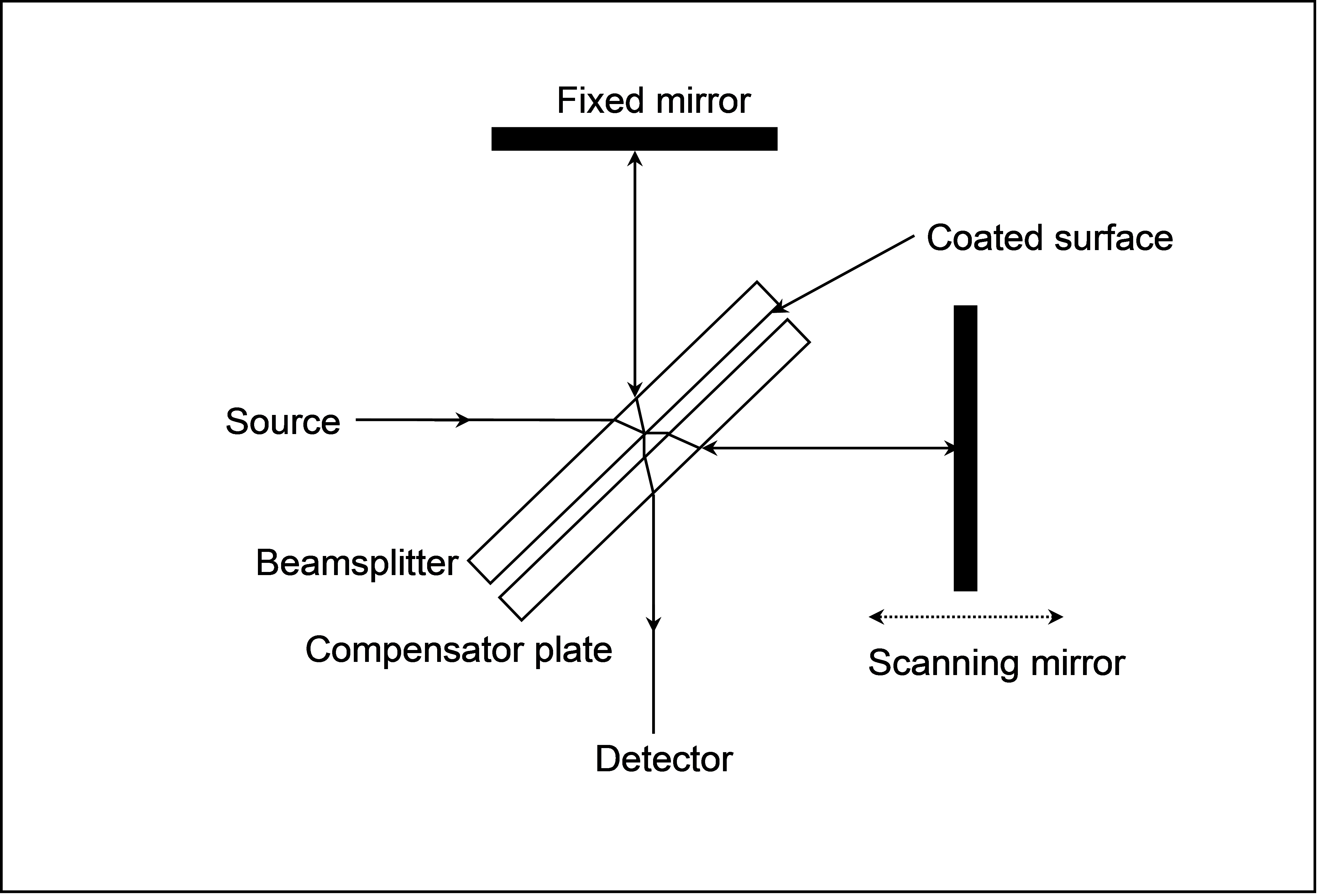
التداخل بسيط مع الخائن شعاع ولوحة المعوض

## المكونات